# Honda Crossroad 2
Der Honda Crossroad 2 bezeichnet die zweite Generation des SUV Honda Crossroad des japanischen Automobilherstellers Honda. Das erste Modell war ein als Honda verkaufter Land Rover Discovery Serie I, der über Badge-Engineering in Japan und anderen asiatischen Ländern angeboten wurde. Der kleinere Crossroad 2 ersetzte den Honda HR-V auf dem japanischen Markt.

## Übersicht
Im Februar 2007 wurde der Honda Crossroad II in Japan eingeführt. Er hatte über drei Sitzreihen mit Platz für bis zu 7 Passagiere. Als Motor kamen zwei Vierzylindermotoren mit 1,8 und 2,0 Liter Hubraum zum Einsatz, die 140 bzw. 150 PS leisteten. Diese waren ausschließlich mit einem 5-Gang-Automatikgetriebe erhältlich. Hondas Echtzeit-AWD-Allradantrieb-System wurde gründlich für den Crossroad überarbeitet. Es gab es nun in Verbindung mit ESP und Traktionskontrolle sowie ABS. Zum ersten Mal in einem Honda gab es eine Berganfahrhilfe. Im August 2010 wurde die Produktion ohne direkten Nachfolger eingestellt.

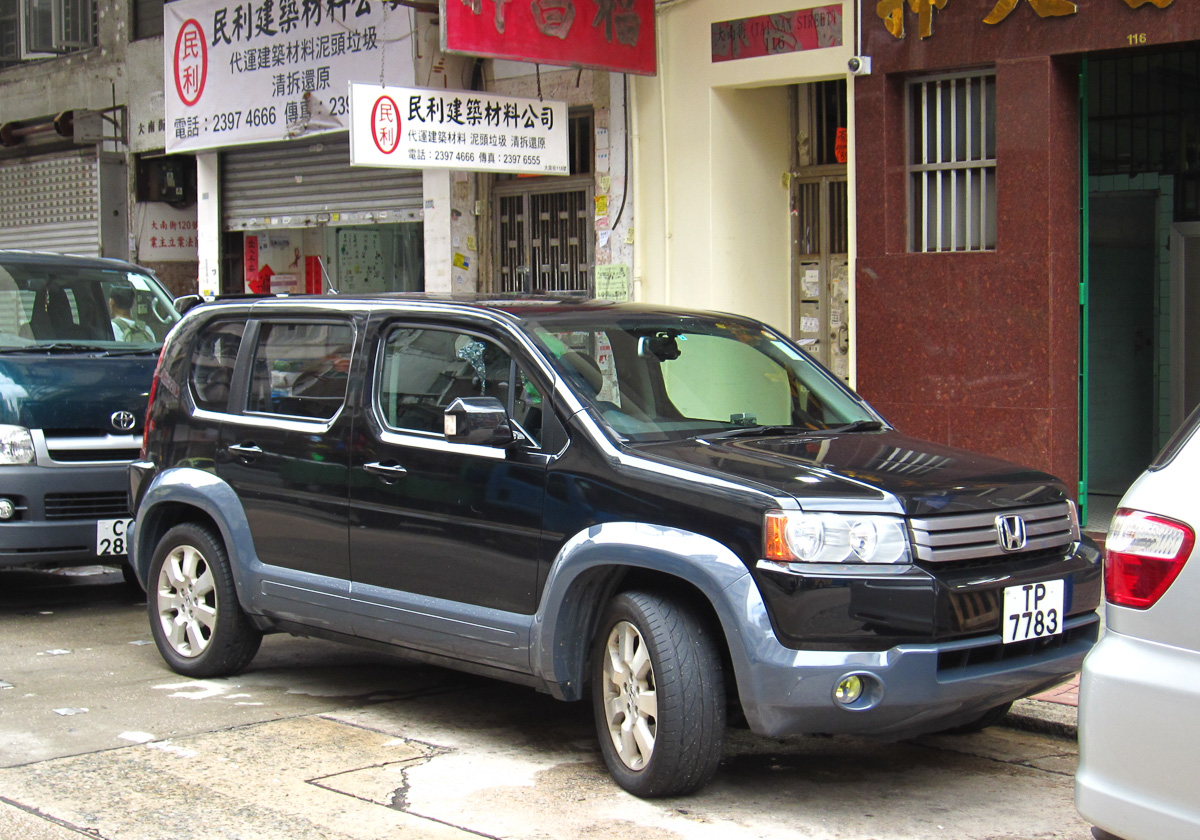
Honda Crossroad (zweifarbig)
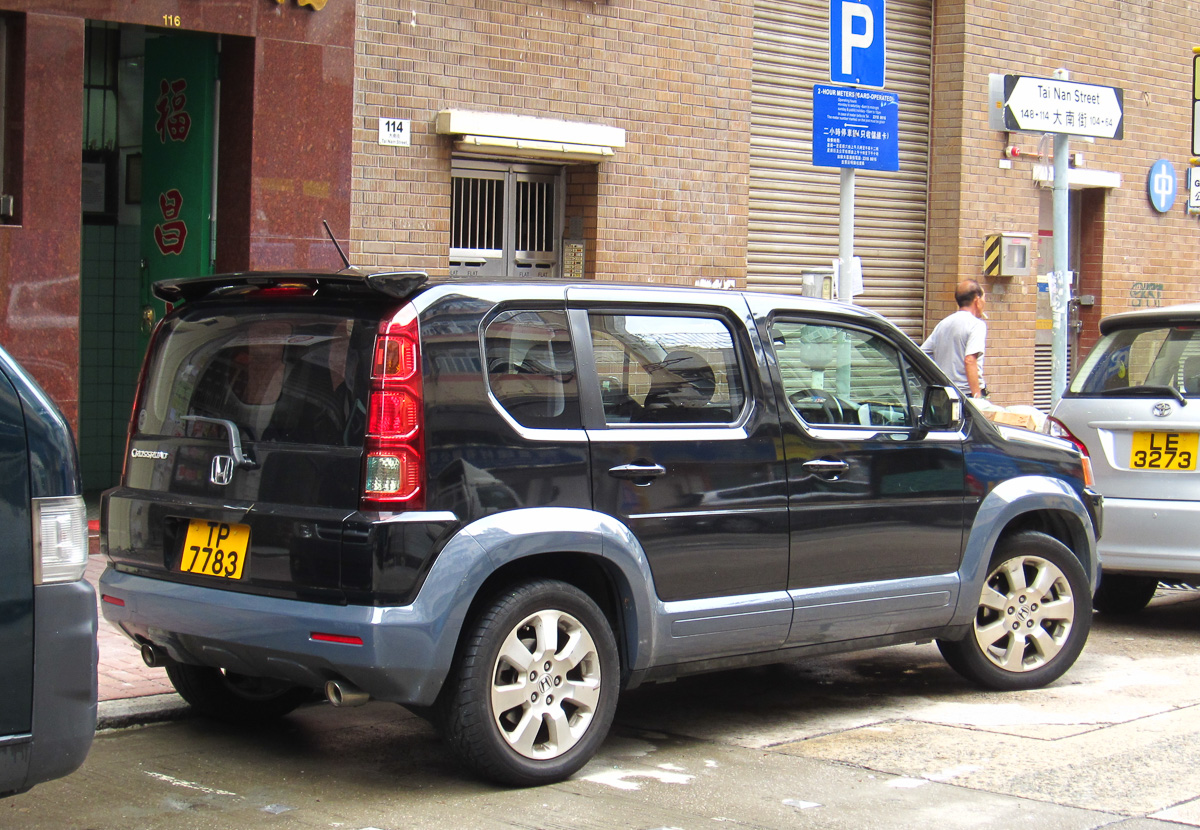
Heckansicht
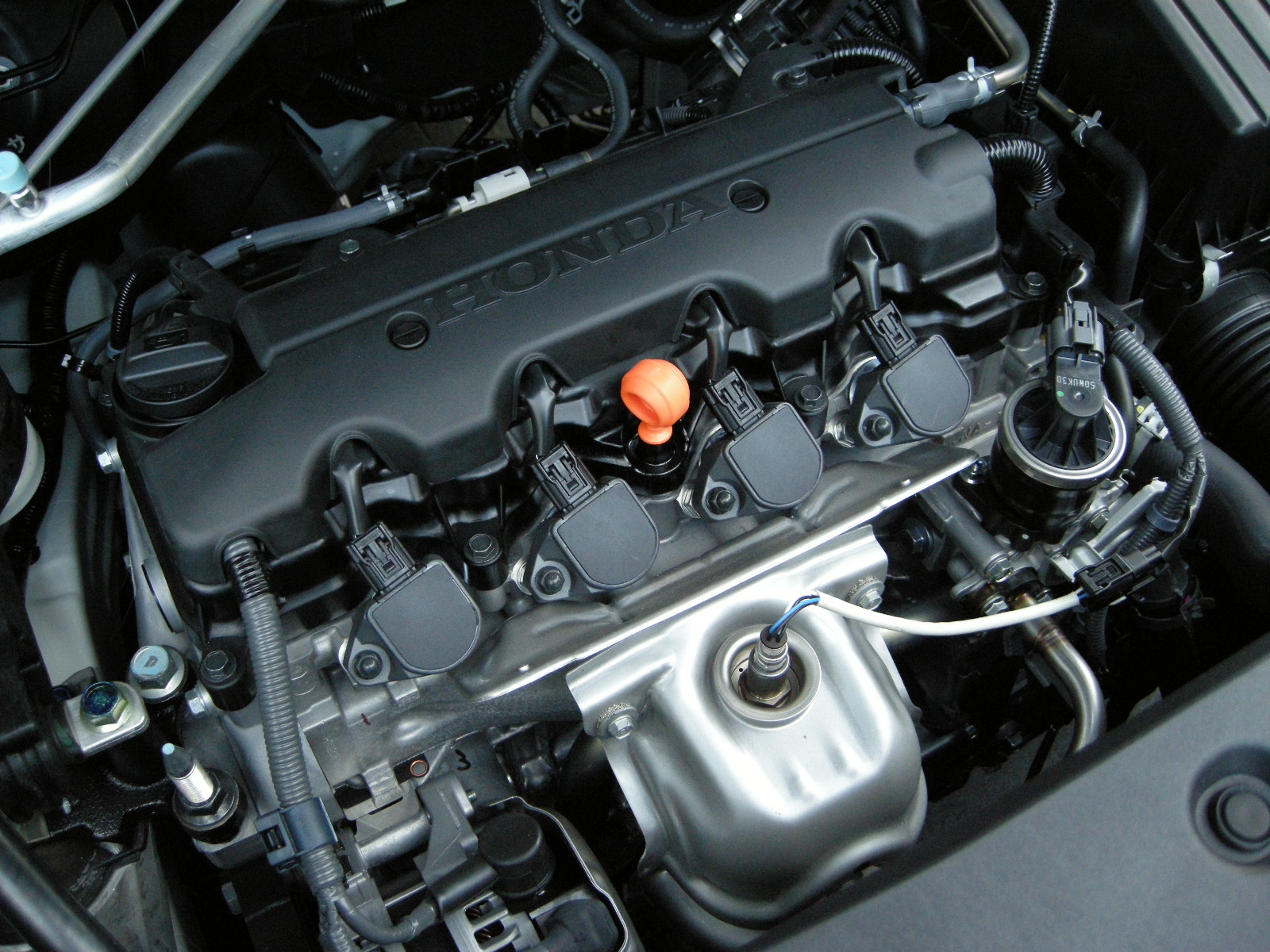
Motoransicht (2.0 Liter)